# Csizmadia Gabriella (színművész)
Csizmadia Gabriella névvariáns Csizmadia Gabi (Budapest, 1956. november 12. –) magyar színésznő.

## Életpályája
A Színház- és Filmművészeti Főiskolán Kállai Ferenc és Szirtes Tamás osztályában végzett. Színészi diplomáját 1981-ben kapta meg. Pályáját a Veszprémi Petőfi Színházban kezdte. 1983-tól a Népszínházhoz szerződött. 1989-től a kecskeméti Katona József Színház tagja volt. 1990-től szabadfoglalkozású színművésznő.

## Fontosabb színházi szerepei
- William Shakespeare: Sok hűhó semmiért... Ursula
- Szabó Magda: Régimódi történet... Aness
- Polgár András: Kettős helyszín... Pálinkásné
- Szép Ernő: Május... Lány
- Bertolt Brecht – Kurt Weill: Koldusopera... Peacockné
- Karinthy Ferenc: Gellérthegyi álmok... Lány
- Németh László: Harc a jólét ellen...Lica
- Alfred de Musset: Lorenzaccio... Luisa Strozzi
- Valentyin Petrovics Katajev – Aldobolyi Nagy György – Romhányi József: Bolond vasárnap... Olga
- Jean Anouilh: Euridiké... Euridiké
- Eisemann Mihály – Szilágyi László: Én és a kisöcsém... Pirike
- Darvas József: Részeg eső... Kismárta
- Ivan Bukovčan: Mielőtt a kakas megszólal... Gimnazista lány
- Raffai Sarolta: Egyszál magam... Baba
- Zilahy Lajos: A szűz és a gödölye... Viola
- Fésűs Éva – Gebora György: A csodálatos nyúlcipő... Csupafül, a kisnyuszi
- Zelk Zoltán – Szervánszky Endre: Az ezernevű lány... Néma lány
- Alexandru Kiriţescu: Szarkafészek... Margareta
- Csurka István: Megmaradni... Agneta, műtősnő
- Polgár András – Gulyás Zoltán – Hajdu Sándor: Csendkúra... Ági
- William Shakespeare: Rómeó és Júlia... Montague-né
- Federico García Lorca: Bernarda Alba háza... Angustias
- Schwajda György: Csoda... Brigádtag
- Ember Péter – Diramerjan Artin (Franz Werfel regénye alapján): Musza Dagh musical... Örmény nő
- Diramerjan Artin: Hotel Yerevan... Hajléktalan nő

## Filmek, tv
- Dundo Maroje (színházi előadás közvetítése,1979)
- Szerelmem Elektra (TV film, 1980)
- Három nővér (színházi előadás közvetítése,1981)
- Mephisto (1981)
- Jegor Bulicsov és a többiek (TV film,1981)
- Családi kör (TV sorozat,1981)
- A tenger (TV minisorozat, 1982)
- Özvegy és leánya (TV minisorozat, Leányrablás epizód, 1983)
- Napló szerelmeimnek (1987)
- Roncsfilm (1992)
- Szomszédok (TV sorozat, 190.epizód, 1994)
- Ezüstnitrát / Nitrato d'argento (1996)
- Időgéppel a lovagkorba /A Knight in Camelot (1998)
- TV a város szélén (TV minisorozat, 1998)
- Kisváros  (TV sorozat, 138.epizód, Melyik az igazi? 1999)
- Imre filmje (1999)
- Rosszfiúk (2000)
- Barátok közt (TV sorozat, 2000, 2004, 2008)
- 9 és 1/2 randi (2008)
- Carlos /Carlos (2010)
- Budapest angyala / El ángel de Budapest (TV film, 2011)
- Jóban Rosszban (TV sorozat, 2012)
- Exit 0 (rövidfilm, 2012)
- HHhH – Himmler agyát Heydrichnek hívják (2017)
- Az agg színész (rövidfilm, 2018)
- Good Morning (rövidfilm, 2019)
- Családi kör (TV sorozat, 2.rész, 19.rész, 26.rész, 2019)
- Mintaapák (TV sorozat, 2019)
- A mi kis falunk (TV sorozat, 2020)
- Doktor Balaton (TV sorozat, 2022)
- Holdlovag / Moon Knight  (Marvel-sorozat, 2022)
- Desperate Measures  (Tv sorozat, 2022)
- Családi kör (TV sorozat, 148.rész, 2023)